# Anton Gregorin
‎Anton Gregorin, avstrijski jezuit, filozof in teolog, * 17. januar 1634, Trident, † 2. junij 1705, Gradec.
Bil je rektor Jezuitskega kolegija v Gorici (14. januar 1672-7. februar 1675), v Trstu (8. januar 1686-11. april 1689), spet v Gorici (30. november 1690-10. december 1693) in v Ljubljani (8. avgust 1694 - 6. oktober 1697). 